# إتيان فرانسوا جوفروا

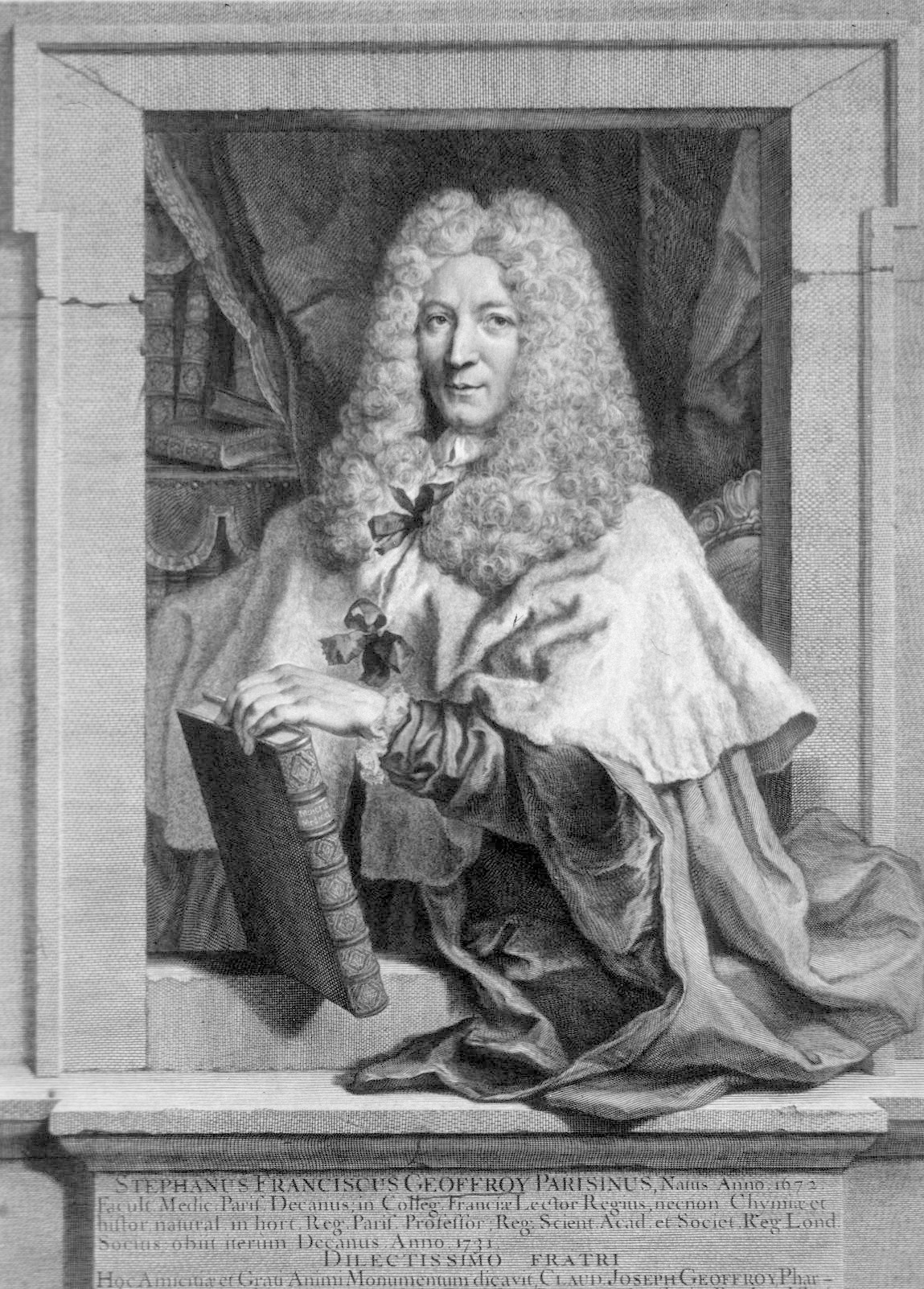
إتيان فرانسوا جوفروا

إتيان فرانسوا جوفروا (13 فبراير 1672 – 6 يناير 1731) واحد من أشهر الأطباء والكيميائيين الفرنسيين في بداية القرن الثامن عشر. اشتُهر بوضعه جداول التآلف سنة 1718 م. بدأ مسيرته المهنية كعشّاب، ثم قرر ممارسة الطب.

## سيرته
ولد جوفروا في باريس حيث كان أبوه ماثيو-فرانسوا جوفروا صيدلانيًا وعضوًا في مجلس مدينة باريس، كما كانت عائلته تمارس مهنة الصيدلة منذ القرن السادس عشر، فحظي بتعليم صيدلاني جيد على يد عائلته. أرسله والده للدراسة في جامعة مونبلييه، ثم صحب جوفروا دوق تالارد في سفارته إلى لندن سنة 1698 م حيث جعل منه الدوق طبيبه الخاص، رغم عدم إنهائه دراسته للطب. وهناك صادق جوفروا عالم الطبيعة الإسكتلندي هانز سلوان الذي بقي معه على اتصال، وهو الذي دعّم ترشيحه لعضوية الجمعية الملكية في 6 يوليو 1698 م.
في يناير 1699 م، عمل جوفروا تحت إشراف الكيميائي الهولندي غوليام هومبرغ؛ وبفضل علاقته بسلوان، أصبح المسئول عن نقل الاكتشافات العلمية بين البلدين، بعد ذلك، سافر إلى هولندا وإيطاليا، ثم عاد إلى باريس، أصبح أستاذًا للكيمياء في الحديقة الملكية وأستاذًا للصيدلة والطب في كوليج دو فرانس، ثم ترقّى حتى أصبح عميدًا لكلية الطب. وتوفي في باريس في 6 يناير 1731 م.

## أعماله

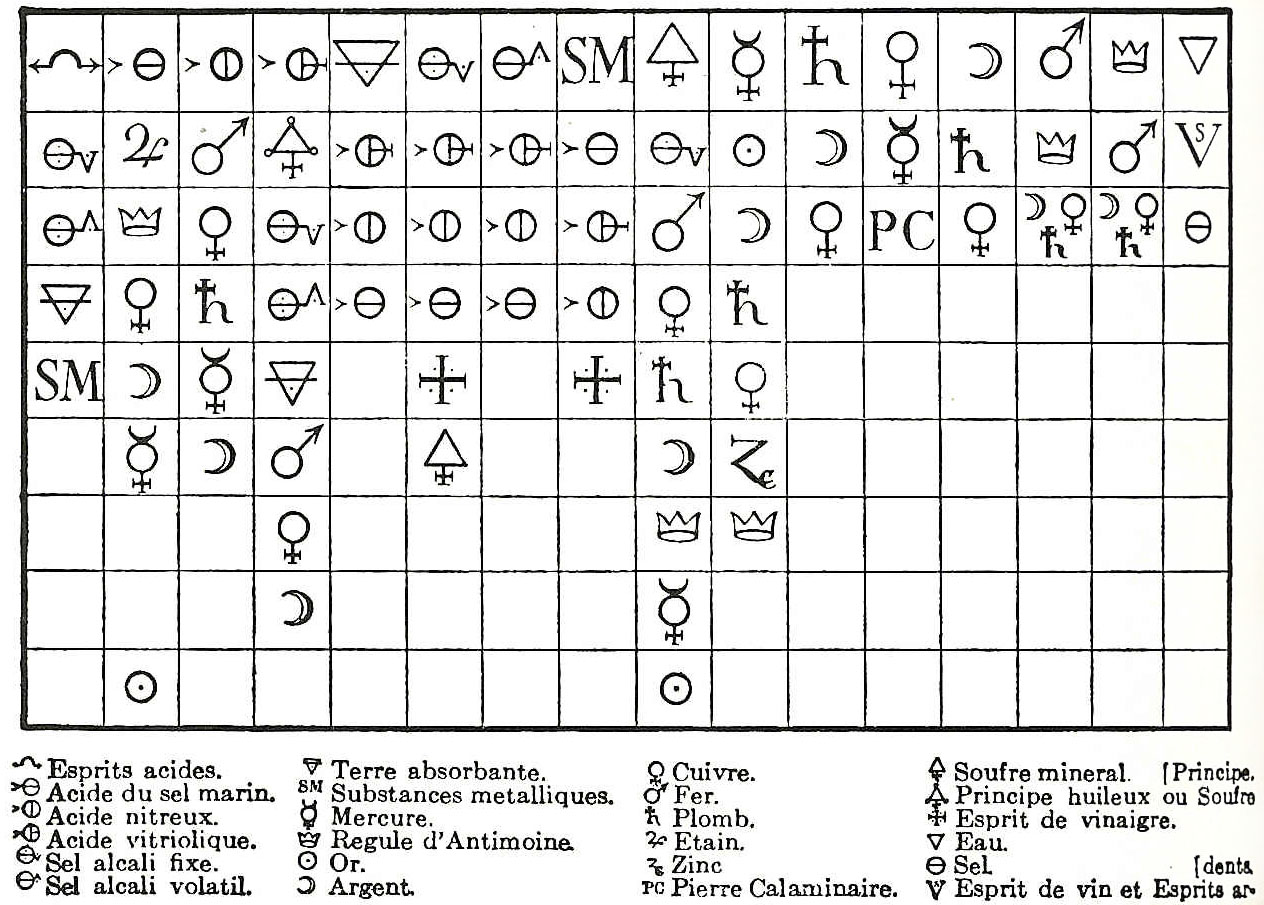
جدول جوفروا للتآلف الكيميائي الذي قدّمه سنة 1718 م: عند رأس كل عمود مادة، وتحتها كل المواد التي يمكنها الارتباط بها.

ارتبط اسم جوفروا بجداوله للتآلف الكيميائي التي قدّمها للأكاديمية الفرنسية للعلوم سنتي 1718 و1720 م. صنع جوفروا تلك الجداول عن طريق جمع الملاحظات حول تفاعل المواد مع بعضها، فأظهر درجات تآلف المواد باستخدام الكواشف الكيميائية، وظلت جداوله تلقى رواجًا لبقية القرن حتى أزاحتها المفاهيم التي قدّمها كلود لوي برتوليه.
كان من بين أعماله أوراقه البحثية التي تناولت الأوهام حول حجر الفلاسفة، كما أنه لم يعتقد أبدًا بأنه يمكن إنتاج الحديد صناعيًا من حرق المواد النباتية.